# Islamul sunit
Sunismul (în arabă: سني sunnii) este curentul religios majoritar al islamului care  cuprinde 85% - 90% dintre musulmani. Celălalt curent, minoritar, este șiismul.
Îndeosebi izvoarele folosite pentru scrierea dreptului musulman disting curentele islamului. Suniții sunt de acord asupra patru izvoare de referință principale: Coranul (cartea revelată a profetului islamului Mahomed). Apoi, pentru cazurile ne evocate în mod direct de Coran, suniții utilizează cu prioritate faptele sale, apoi consensul jurisconsulților musulmani, apoi, în sfârșit, deducția juridică („Qiyas”) jurisconsultului, cu condiția ca ea să nu contrazică cele trei referințe precedente. Există și alte izvoare de referință potrivit școlilor sunite.

## Etimologie

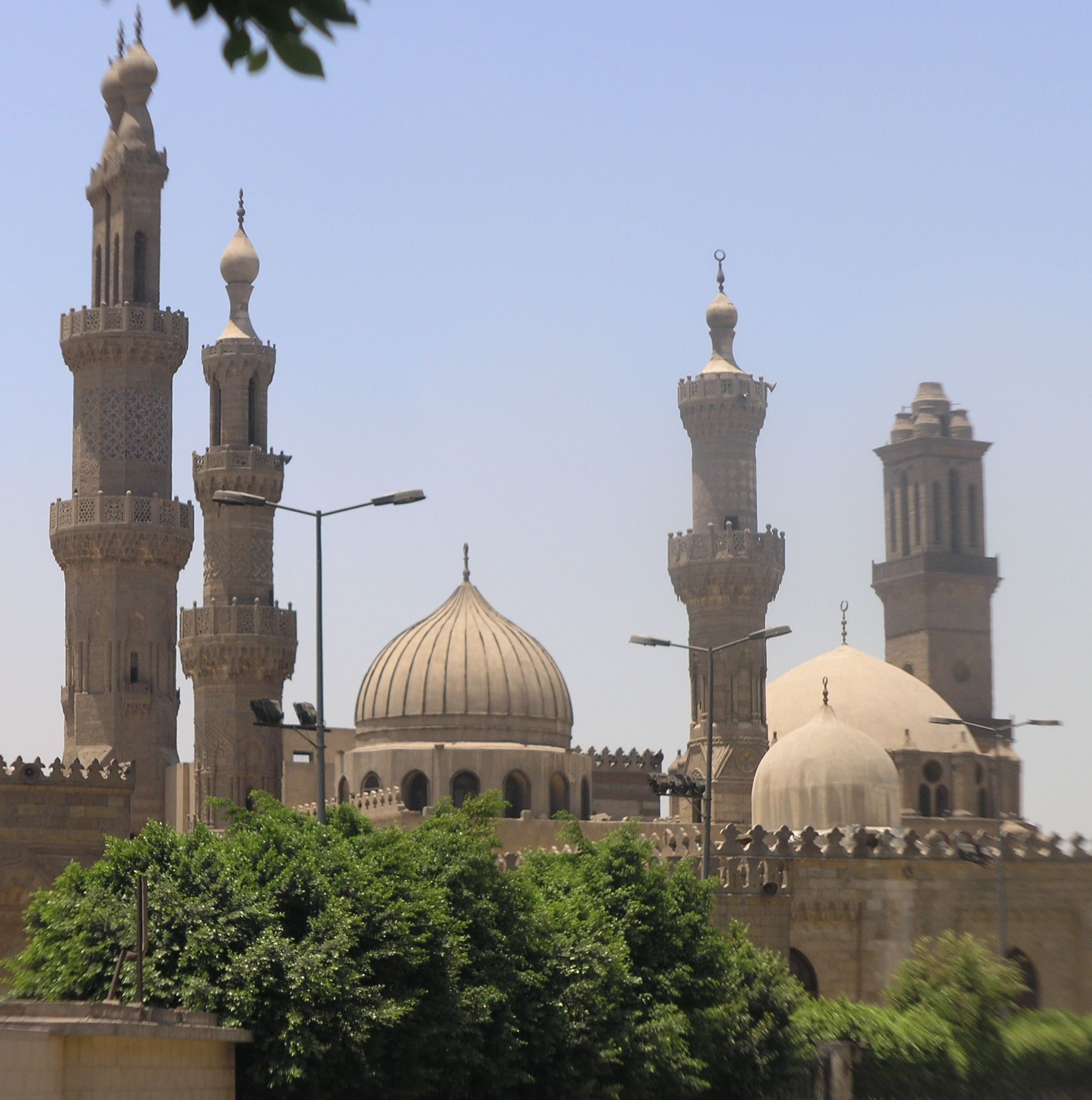
Universitatea și Moscheea Al-Azhar din Cairo, unul dintre cele mai importante centre ale islamului sunnit.

Cuvântul sunit derivă din „sunna”, care reprezintă linia de conduită a profetului Mahomed. Faptele sale au deci valoare de lege.

## Imamul
În sunism nu există cler. Imamul nu este un preot, ci un membru al comunității musulmane care conduce rugăciunea: el este „cel care se așează în față pentru a conduce rugăciunea” și nu este neapărat un teolog. În arabă, imamul înseamnă „șef” sau „conducător”, iar în sunism, este suficient ca șeful să fie musulman, înțelept, să cunoască stâlpii islamului și să fi învățat o mare parte din Coran pe de rost, pentru a fi în fruntea unei comunități, a unui stat. Muezzinul, cel care cheamă la rugăciune, nu este nici el preot.

## Sărbători specifice

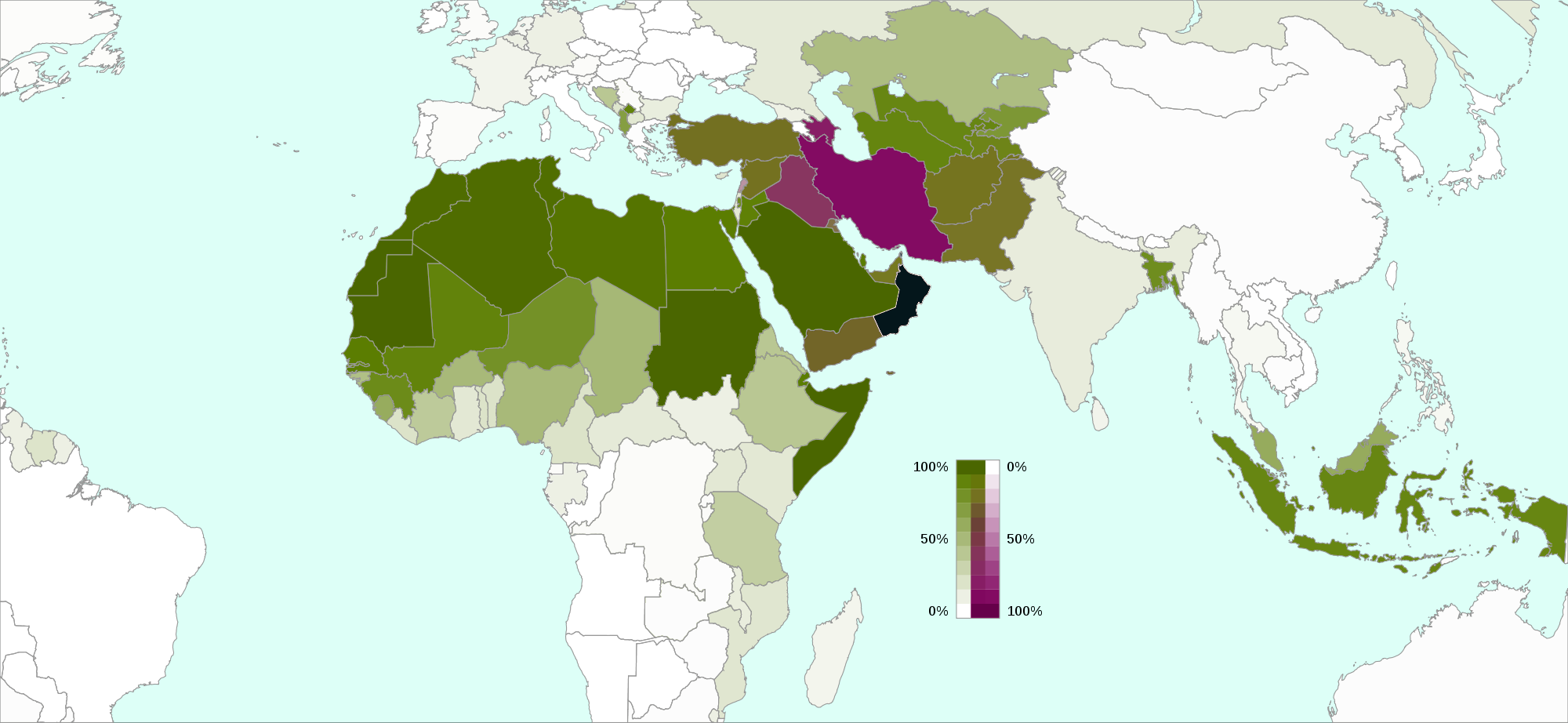
Ţări în care musulmanii reprezintă mai mult de 10% din totalul populaţiei. Cu verde suniţi, iar cu roşu şiiţi. În unele ţări, în care nu există date oficiale, e posibil ca şiiţii să fie subreprezentaţi.

Cele două sărbători sfinte autentice sunite sunt:
- Aid al-Ad'ha: sărbătoarea sacrificiului, celebrând sfârșitul hajj, pelerinajul la Mecca și în muntele Arafat, ca și viața și sacrificiul lui Ibrahim. Este sărbătorită la 10 a lunii dhou al Hijja
- Aid al-Fitr: sărbătoarea încheierii postului, celebrând sfârșitul lunii ramadan. Are loc în prima zi a lunii (din calendarul lunar) șawwal, care urmează după ramadan.